# Arnoud van Leuven
Arnoud van Leuven (? - 1287) was een heer van Breda.

## Leven
Het geboortejaar van Arnoud van Leuven is onbekend. In 1268 trouwt hij met Elisabeth van Breda, de zuster van Hendrik V van Breda. Hendrik stierf kinderloos waardoor Arnoud en Elisabeth het Land van Breda in handen kregen. Voor zijn huwelijk met Elisabeth droeg Arnoud officieel de titel van heer van Gaasbeek, maar omdat hij afstamde van de hertogen van Brabant (huis Leuven) stond hij beter bekend als Arnoud van Leuven.
Arnoud en zijn vrouw gaven veel giften aan kloosters en kerken; zo financierden ze in 1268 de nieuw gestichte kerk te Roosendaal en het jaar daarop de bouw van een stenen kerk in Breda. Ook schonken ze in 1277 de heidevelden rond Huijbergen aan de wilhelmieten en grote bezittingen onder Roosendaal, Princenhage en Oosterhout aan een norbertinessenklooster in 1279.
Arnoud stierf kinderloos in de zomer van 1287 (mogelijk op 30 juli), waarna het Land van Breda in handen viel van Raso I van Gaveren.